# Ghiacciaio Turnabout
Il ghiacciaio Turnabout è un ghiacciaio lungo circa 10 km situato nella regione centro-occidentale della Dipendenza di Ross, in Antartide. Il ghiacciaio, il cui punto più alto si trova a circa 1200 m s.l.m., si trova in particolare sul versante nord-orientale dei monti Quartermain, nell'entroterra della costa di Scott, dove fluisce verso sud-est, partendo dall'estremità sud-orientale della valle Turnabout fino a unire il proprio flusso a quello del ghiacciaio Taylor.

## Storia
Il ghiacciaio Turnabout è stato mappato dai membri della spedizione Terra Nova, condotta dal 1910 al 1913 e comandata dal capitano Robert Falcon Scott, ma è stato così battezzato solo nel 1992 dal Comitato consultivo dei nomi antartici in associazione con la valle Turnabout, a sua volta così chiamata alla fine degli anni 1950 in virtù della sua forma a tornante.